# Неоплатонизъм
Неоплатонизмът е философско течение, възникнало през III век сл. Хр. на основата на учението на Платон. Главна роля в оформянето на неоплатонизма има египетския философ Плотин (204 – 270), ученик на Амоний Сакас. Продължители на делото на Плотин са Порфирий (234 – 305), Ямблих (245 – 325) и Прокъл (412 – 485).
Неоплатонически възгледи имат император Юлиан Апостат (331 – 363) и Хипатия от Александрия (370 – 415). Последният философ от неоплатоническа школа в Атина е Симплиций (490 – 560), а в Александрия – Олимпиодор (495 – 570).
В християнската философия влияния от неоплатонизма се откриват при Ориген (185 – 254), Августин (354 – 430), патриарх Фотий (810 – 893), Джон Скот Ериугена (ок. 800/810 – 877) и Гемист Плитон (1355 – 1454).
Еврейски мислители като кабалистите Соломон ибн Гебирол (1021 – 1058) и Исаак Слепеца (1160 – 1235), както и арабските философи Фараби (872 – 951), Авицена (980 – 1037), Газали (1058 – 1111), Ибн Араби (1165 – 1240) и др., включват много неоплатонически идеи в съчиненията си.
В епохата на Ренесанса интересът към неоплатонизма се възражда. Италианските философи Марсилио Фичино (1433 – 1499) и Пико делла Мирандола (1463 – 1494) превеждат и пишат върху неоплатоническите текстове, и във Флоренция създават Платонова академия, под покровителството на Козимо и Лоренцо Медичи.
През 17 в. в Англия се появява кръга на Кеймбриджките платоници, начело с Хенри Мор (1614 – 1687) и Ралф Кадуърт (1617 – 1688), които изпитват силни влияния от философията на неоплатонизма.
Отликата на това учение спрямо оригиналния платонизъм започва да се схваща отчетливо едва към началото на 19 в., през 1831 г., когато названието бива въведено от английския преводач на Платон Томас Тейлър . Дотогава 'платонизъм' е приетото описание, а визираните неоплатоници сами се наричат просто платоници.